# Euhyloptera antillana
Euhyloptera antillana är en insektsart som beskrevs av Ronald Gordon Fennah 1947. Euhyloptera antillana ingår i släktet Euhyloptera och familjen Flatidae. Utöver nominatformen finns också underarten E. a. dentata.